# ジョルジュ・ベルナノス
ジョルジュ・ベルナノス（フランス語: Georges Bernanos、1888年2月20日 - 1948年7月5日）は、20世紀フランスの作家、思想家。

## 生涯
パリの室内装飾職人の家庭に生まれる。幼少期から青年期にはパ＝ド＝カレー県にあるフレッサン（Fressin）という小さな村で主に過ごす。ブールジュ（Bourges）の神学校とエール＝シュル＝ラ＝リス（Aire-sur-la-Lys）のコレージュで学び、1906年にパリ大学へ進む。
エドゥアール・ドリュモンを信奉し、18歳の時からアクション・フランセーズに入団し1908年にはその行動隊であるカムロ・デュ・ロワ（Camelots du roi）に所属し、その首領格として昼は共和派の集会を妨害し警官隊と衝突、夜は果てしない議論に没頭するという生活を送る。活動によりサンテ刑務所に収監され、その間に書評と論文を書き新聞に投稿し始める。1913年から王党派の新聞に本格的に論説を載せるようになる。1914年に第一次世界大戦がはじまると志願して戦地に赴いている。戦後は生活のために保険会社の調査員となり、パリやムーズ県に居を構え、出張先で小説を書きつづるようになる。
1922年から小説を発表し、1926年に『悪魔の陽の下で（Sous le soleil de Satan）』により大きな反響を呼んだ。文筆で生活することを決意し、小説執筆のかたわら、アクション・フランセーズのために政治に関するエッセイ寄稿・講演活動を行う。1936年に出版された小説『田舎司祭の日記（Journal d'un curé de campagne）』は諸外国語にも翻訳されるほど反響を呼び、作家としての地位が確立される。
1936年から37年にかけて書かれた政治的エッセイ『月下の大墓地（Les Grands Cimetières sous la lune）』により、スペイン内戦の際に自分が所属していたフランス右翼やカトリック教会がとった政策や態度を批判したベルナノスは、この後は論争文や政治的エッセイに集中し、ほとんど小説が書けなくなった。
1938年にフランスを去りブラジルに渡り、パリがナチス・ドイツに占領された1940年にバルバセーナ近郊に農場を買って農業と牧畜を始めるかたわら、ド・ゴールの自由フランスの呼びかけに応じて、ブラジルの新聞や抵抗組織を通じてロンドン、ベイルート、アルジェリアなどの地下新聞に抵抗を鼓舞する檄文を書き始め、リオ・デ・ジャネイロの放送で幾度も故国のレジスタンスに呼びかけた。1945年のフランス解放後に帰国。1948年3月から病床につき、7月に死去。

## 受賞歴
- 1929年、『よろこび』でフェミナ賞受賞
- 1936年、『田舎司祭の日記』でアカデミー・フランセーズ小説大賞受賞

## 著書

### 小説
- Sous le soleil de Satan, Plon, 1926 - 悪魔の陽の下で
- L'Imposture, Plon, 1927
- La Joie, La Revue universelle, 1928 ; Plon, 1929 - よろこび
- Un crime, Plon, 1935
- Journal d'un curé de campagne, La Revue hebdomadaire, 1935-1936 ; Plon, 1936 - 田舎司祭の日記
- Nouvelle histoire de Mouchette, Plon, 1937 - 新ムーシェット物語
- Monsieur Ouine, Rio de Janeiro, 1943 ; Plon, 1946 - ウィーヌ氏
- Un mauvais rêve, Plon, 1950
- Dialogue d'ombres, Seuil, 1955（短編集）- 影の対話

### 戯曲
- Dialogues des carmélites, Seuil, 1949 - カルメル会修道女の対話

### 政治・レジスタンス・戦後論集
- La Grande Peur des bien-pensants, Grasset, 1931
- Les Grands Cimetières sous la lune, Plon, 1938 - 月下の大墓地
- Scandale de la vérité, Gallimard, 1939
- Nous autres Français, Gallimard, 1939
- Lettre aux Anglais, Atlântica editora, Rio de Janeiro 1942 - イギリス人への手紙
- La France contre les robots, Rio de Janeiro, 1944
- Le Chemin de la croix-des-âmes, Rio de Janeiro, 1943 - 1945
- Les Enfants humiliés, Gallimard, 1949
- La Liberté, pour quoi faire ?, Gallimard, 1953
- Le Crépuscule des vieux, Gallimard / NRF, 1956
- Français, si vous saviez..., Gallimard, 1961
- Le lendemain, c'est vous !, Plon, 1969

### 邦訳
- 『田舎司祭の日記』木村太郎訳、養徳社、1951年 / 新潮社（新潮文庫）1952年、改版1994年
- 『田舎司祭の日記』渡辺一民訳、春秋社、1988年、新装版1999年
- 『悪魔の陽の下に』木村太郎訳、新潮社（現代フランス文学叢書）1954年 / 国書刊行会（世界幻想文学大系）1975年
- 『悪魔の陽のもとに』山崎庸一郎訳、春秋社、1988年、新装版1999年
- 『月下の大墓地』高坂和彦訳、白馬書房（叢書・不可視の歴史）1973年
- 『少女ムーシエット』天羽均訳、晶文社、1971年
- 『死んだ教区』山本功訳、思想社、1972年
- 「カルメル会修道女の対話」岩瀬孝訳、白水社『現代世界演劇4』（1971年）所収
- 『カルメル会修道女の対話』柳朋子訳、教友社、2016年
- 「影の対話」三輪秀彦訳、中央公論社『世界の文学52 - フランス名作集』（1966年）所収
- 『ジョルジュ・ベルナノス著作集』全6巻、春秋社
  - 第1巻（1976年、山崎庸一郎訳）「悪魔の陽のもとに」、「よろこび」
  - 第2巻（1977年、渡辺一民・松崎芳隆訳）「田舎司祭の日記」、「新ムーシェット物語」
  - 第3巻（1979年、渡辺義愛・岩瀬孝訳）「ウィーヌ氏」、「カルメル会修道女の対話」
  - 第4巻（1978年、伊藤晃・石川宏訳）「月下の大墓地」、「イギリス人への手紙」
  - 第5巻（1982年、渡辺一民編、渡辺一民ほか訳）「抑圧と抵抗 - レジスタンス論集」
  - 第6巻（1982年、渡辺一民編）「革命と自由 - 戦後論集」